# Scopula anoista
Scopula anoista är en fjärilsart som beskrevs av Louis Beethoven Prout 1915. Scopula anoista ingår i släktet Scopula och familjen mätare. Inga underarter finns listade.